# August Ferdinand Möbius
August Ferdinand Möbius (17. listopadu 1790 Schulpforta, Sasko – 26. září 1868 Lipsko) byl německý matematik a teoretický astronom.

## Život a dílo
Möbius byl vzdáleným potomkem Martina Luthera.
Položil základy topologie (vědy která se zabývá matematickými vlastnostmi prostoru). Nejčastěji se o něm mluví v souvislosti s tzv. Möbiovou páskou, což je trojrozměrný útvar, který má pouze jednu stranu, z čehož vyplývají i další zajímavé topologické vlastnosti, např. neorientovatelnost.
Möbius v projektivní geometrii zavedl homogenní souřadnice. Zkoumal kruhové křivky a kruhové transformace v (komplexní) rovině v tzv. Möbiově geometrii. Také byl aktivní v teorii čísel.

## Odraz v literatuře aj.
Po Möbiovi je pojmenována postava Johanna Wilhelma Möbia z Dürrenmattova dramatu Fyzikové.
Möbiova páska byla vyobrazena v logu německého předsednictví Rady EU v druhé polovině roku 2020. Symbolizuje Evropu jako solidární a inovativní, jako jednotící prvek, který spojuje rozdílné zájmy.